# Усенко Євген Іванович
Усенко Євген Іванович (нар. 28 лютого 1915, Піски, Лохвицького району, Полтавської області — пом. 5 вересня 1989, Житомир, УРСР) — радянський офіцер, танкіст в роки Німецько-радянської війни, Герой Радянського Союзу. Полковник.
Командир роти 27-го гвардійського окремого танкового полку Ленінградського фронту гвардії старший лейтенант Є. І. Усенко відзначився в січні 1944 року під час наступу на Карельський перешийок. Вміло організував танкову засідку, його рота знищила в одному бою 15 німецьких танків та 5 САУ.

## Біографія
Народився 28 лютого 1915 року в селі Піски нині Лохвицького району Полтавської області в родині селянина. Українець. Закінчив сім класів Пісківської середньої школи.
Випускник Лохвицкого механічного технікуму, працював механіком майстерень цукрового заводу (м. Заводське).
1936 року був призваний до Червоної Армії. У 1940 році закінчив Київське танково-технічне училище.
Учасник Німецько-радянської війни з липня 1941 року. Воював на Південно-Західному, Сталінградському, Ленінградському фронтах. Двічі поранений.
Командир танкового взводу 81-го танкового полку 41-ї танкової дивізії молодший лейтенант Є. І. Усенко відзначився в перших боях на кордоні. Його танковий взвод із 9 танків Т-26 розстріляв із засідки колону з 40 німецьких бронемашин. У результаті цього бою танкістами взводу Усенка було підбито шість німецьких танків та три бронемашини.
Взимку 1944 року рота Усенко разом з танковим підрозділом брала участь в боях на дальніх підступах до Ленінграду — штурмувала вузли супротиву німецьких військ в Дудергофі, Красному селі, Волосові
У січні 1944 року в часи наступу на Карельський перешийок командиру роти 27-го гвардійського окремого танкового полку Ленінградського фронту гвардії старшому лейтенанту Усенку було поставлене завдання: що б не сталося не пропускати танки противника в тил радянських військ. Командуванню стало відомо, що німецькі танкісти здійснили обхідний маневр аби перекрити шосе і потім з тилу здійснити атаку Червоної Армії, яка пішла вперед.
Усенко Є. І. ретельно замаскував свої танки в лісі в районі висоти Безіменна і почав чекати. Щойно танкова колона противника, яка рухалась по шосейній дорозі, підійшла на близьку відстань, пролунала команда «Вогонь!». Першим пострілом було підбито головний танк супротивника. Наступний почав обходити його, але був теж зупинений. Втративши 9 танків, німецькі танкісти не відмовились від свого задуму, тому що на їх боці ще й досі була кількісна перевага в цьому районі. Супротивник також підтягнув важку артилерію та розпочав обстріл позицій радянських танкістів. Але танків Усенка в лісі вже не було. Загалом його рота із засідки знищила 15 німецьких танків та 5 САУ.
В одному із боїв з німецькими танками на танку командира вийшла з ладу рація. Для того щоб керувати діями роти, він був вимушений з небезпекою для життя перебратись в інший танк. В решті — решт німцям не вдалося зламати стійкість радянських танкістів і бій закінчився їх перемогою: рота Усенка підбила 5 німецьких самохідних знарядь, а інші 3 відійшли на вихідне положення.
Указом Президента Верховної Ради СРСР від 21 липня 1944 року «за мужність та відвагу, проявлені в наступальних боях на Карельському перешийку» командиру роти важких танків 27-го гвардійського окремого танкового полку старшому лейтенанту Євгену Івановичу Усенку було присвоєно звання Героя Радянського Союзу з врученням Ордена Леніна та Медалі «Золота Зірка» (№ 4113).
Знову прийом танкої засідки довелося використовувати Є. І. Усенку під час звільнення Прибалтики. Радянськими розвідниками було вчасно виявлено групу німецьких танків, що мали намір вдарити по підрозділах Червоної Армії з флангів. Завдання зі знищення танків супротивника було покладенко на Усенка. Як на Карельському перешийку, він розмістив свої бойомі машини в засідці, і коли німецькі танки підійшли, їх розстріляли впритул. І лише двом німецьким машинам вдалось відійти до свої.
У танковому полку гвардії старшого лейтенанта Є. І. Усенка називали «майстром засідок».
Після війни, у 1946 році, Є. І. Усенко закінчив Вищу офіцерську бронетанкому школу.
Після війни ветеран тривалий час служив у лавах Радянської Армії.
Член ВКП(б)/КПРС з 1948 року.
З 1957 року Є. І. Усенко — полковник запасу. Працював головним механіком обласного управління промисловості продовольчих товарів, головою обласної ради «ОСВОД» УРСР в Житомирі.
Помер Євген Усенко 5 вересня 1989 року. Похований в Житомирі.

## Нагороди і звання
- Герой Радянського Союзу (21 липня 1944)[1]
- Орден Леніна (21 липня 1944)[1]
- Медаль «За бойові заслуги» (6 листопада 1947)[2]
- Орден Червоної Зірки (13 червня 1952)[1]
- Орден Вітчизняної війни І ступеня (6 квітня 1985)[2]